# ساعتلی
ساعتلی (به لاتین: Saatlı) شهری در شهرستان ساعتلی کشور جمهوری آذربایجان است. جمعیت این شهر بر اساس سرشماری سال ۱۹۸۹ میلادی، ۱۴٫۲۰۰ نفر و بر اساس سرشماری سال ۲۰۰۸ میلادی، ۱۷٫۵۰۰ بوده‌است.